# Leonard Mandel
Pour les articles homonymes, voir Mandel.
Leonard Mandel, né le 9 mai 1927 et mort le 9 février 2001, est un physicien américain qui a contribué au domaine de l'optique, et de l'optique quantique en particulier. Il est connu pour être le coauteur, avec Emil Wolf, du livre Optical Coherence and Quantum Optics.

## Biographie
Leonard Mandel est né à Berlin après que son père ait émigré d'Europe de l'est. Il obtient son baccalauréat en sciences en mathématiques et physique en 1947 et son ph.D. de physique nucléaire en 1951 au Birkbeck College de l'université de Londres.
Il travaille ensuite à Imperial Chemical Industries Ltd à Welwyn à partir de 1951. À partir de 1955, il donne des cours et devient plus tard maître de conférences (Senior Lecturer) à l'Imperial College London. En 1964, il rejoint l'université de Rochester en tant que professeur de physique. Il devient plus tard professeur émérite Lee DuBridge.
Il meurt à 73 ans à son domicile à Pittsford, dans l'État de New York.

## Récompenses
- 1994 - Young Medal and Prize, pour ses recherches dans le domaine de l'optique
- 1993 - Frederic Ives Medal[2].